# Altagracia Gómez Sierra
Altagracia Gómez Sierra (Guadalajara, Jalisco, 5 de octubre de 1991) es una abogada y empresaria mexicana, en 2024 fue nombrada titular del Consejo Asesor Empresarial y asesora en el gobierno de la presidenta Claudia Sheinbaum Pardo. 

## Biografía
Nacida el 5 de octubre de 1991 es hija del empresario jalisciense Raymundo Gómez Floresy de María Elena Sierra Villarreal, tiene un hermano de nombre Ararggo Gómez Sierra  y una  hermana llamada Lucia Gómez Sierra.   

### Estudios y formación
Estudió la licenciatura en Derecho en la Escuela Libre de Derecho, de México y completó su formación con estudios sobre el sistema jurídico británico y los sistemas políticos contemporáneos en el Royal Academy of Arts de Oxford, así como cursos de finanzas y negociación en Harvard Business School. Entró a trabajar a la empresa de su padre a los 13 años de edad monitoreando medios, posteriormente desempeño otras actividades al interior de las empresas del corporativo mientras realizaba sus estudios profesionales.

## Trayectoria Profesional
Altagracia Gómez inició su carrera empresarial en las empresas propiedad de su familia en 2017 con 25 años asumió la presidencia del "Consejo de Grupo Promotora empresarial de Occidente" que integra unidades de negocio en los giros automotriz, transporte, alimentación, desarrollo inmobiliario y almacenes. Posteriormente en 2019 tomó la presidencia de Almer. Ha sido nombrada miembro independiente de diversos consejos asesores  entre ellos los bancos de desarrollo del gobierno NAFIN y Bancomext, así como Transversal Think Tank y Capital Indigo Fund y funge como asesora nacional del Consejo Coordinador de Mujeres Empresarias (CCME). 
Preside el patronato del Instituto Nacional de Antropología e Historia. Actualmente es presidenta del Consejo del Grupo Minsa y presidenta de Almer.
Su nombre aparece en las listas de revistas especializadas enfocadas a cubrir el mundo empresarial mexicano. En 2022 la revista Expansión la mencionó entre los 100 empresarios más importantes destacando por ser la más joven; a los 32 años Forbes la reconoció en la lista de las líderes empresariales más influyentes de México. 

“Está comprobado que los equipos que son inclusivos son mucho más eficientes, mucho más estables, se respeta mucho el tema de innovación y además son mucho más rentables, está comprobado en empresas privadas y gobiernos. Nada como los números para probarlo, no se debe ver como que se cede sólo por justicia social, se tiene que ver que es conveniente que haya más mujeres”.
Altagracia Gómez Sierra

### Ingreso al equipo de Claudia Sheinbaum
En 2022 se unió al equipo de campaña de la entonces candidata presidencial Claudia Sheinbaum y colaboró en el Proyecto de Nación 2024- 2030.  Nombrada coordinadora de la mesa de desarrollo económico regional en su equipo de Diálogos por la transformación..
Actualmente es la Coordinadora del Consejo Empresarial Mexicano y es la interlocutora de la iniciativa privada con el gobierno. El cargo que ostenta es honorario. 
Recientemente Altagracia Gómez junto con la Presidenta de México Claudia Sheinbaum encabezaron la presentación del Plan México que plantea una visión del presente y el futuro sobre el desarrollo nacional, y que pretende disminuir la pobreza y la desigualdad y el cual contempla un portafolio de inversiones, nacionales y extranjeras. 

## Reconocimientos
El año 2022 recibió el Premio Nacional Agroalimentario en México con su empresa Almer y el Global Race Award otorgado por la Universidad de Harvard.